# دهستان سیوکانلو

دهستان سیوکانلو یکی از دهستان‌های بخش مرکزی شهرستان شیروان استان خراسان شمالی ایران می‌باشد.

## روستاهای دهستان سیوکانلو
1. قلعه بیگ
2. اوغاز کهنه
3. اوغازتازه
4. بوانلو
5. بی بهره
6. پس کوه /خرس کانلو
7. پیرودانلو
8. ترانلو
9. چپانلو
10. حصارهنامه
11. خلاجلو
12. دواب
13. دولو
14. رحیم‌آباد
15. رشوانلو
16. زرتانلو
17. زیرکوه گدوگانلو/گدوگاونلو
18. شرکانلو
19. شکرانلو
20. الاشلو
21. قلعه چه
22. قلعه حسن
23. کلاته بالی
24. کورکانلوسفلی
25. محمددورایلو
26. نقدو
27. ولو
28. هنامه

## موقعیت
این دهستان در یک منطقه نیمه کوهستانی در شمال شهرستان شیروان واقع شده‌است.

## فعالیت روستایی
بخش کشاورزی مهم‌ترین بخش فعالیت روستایی دهستان سیوکانلو است٬ محصولات عمده زراعی علاوه بر گندم و جو٬ سیب درختی نیز در اکثر روستاهای دهستان برداشت می‌شود و حتی به سایر شهرستانها صادر می‌گردد.